# 情報処理の促進に関する法律
情報処理の促進に関する法律（じょうほうしょりのそくしんにかんするほうりつ、昭和45年5月22日法律第90号）は、情報化社会の進展を踏まえた情報処理の促進に関する法律である。1970年（昭和45年）の施行から1986年（昭和61年）4月1日に情報処理振興事業協会等に関する法律の一部を改正する法律（附則11条）が施行されるまでの名称は「情報処理振興事業協会等に関する法律」。
法律の目的は、情報処理の促進に関する法律1条を参照。
また、同法6条に情報処理安全確保支援士が規定され、同法29条の規定により情報処理技術者試験が実施されている。

## 構成
- 第1章 - 総則（第1条 - 第2条）
- 第2章 - 電子計算機の高度利用等
  - 第1節 - 電子計算機利用高度化計画の策定等（第3条 - 第5条）
  - 第2節 - 情報処理安全確保支援士等
    - 第1款 - 情報処理安全確保支援士（第6条 - 第28条）
    - 第2款 - 情報処理技術者試験（第29条）
- 第3章 - 独立行政法人情報処理推進機構
  - 第1節 - 総則（第30条 - 第37条）
  - 第2節 - 役員及び職員（第38条 - 第42条）
  - 第3節 - 業務等（第43条 - 第46条）
  - 第4節 - 雑則（第47条 - 第50条）
- 第4章 - 罰則（第51条 - 第54条）
- 附則

## 沿革
- 1970年（昭和45年）5月22日 - 「情報処理振興事業協会等に関する法律」が公布される。情報処理振興事業協会等に関する法律の施行期日を定める政令（昭和45年政令第206号）により同年7月1日に施行された。
- 1985年（昭和60年）5月1日 - 「情報処理振興事業協会等に関する法律の一部を改正する法律」が公布され、改題規定等を除き即日施行される。
- 1986年（昭和61年）4月1日 - 前年に公布された「情報処理振興事業協会等に関する法律の一部を改正する法律」の規定により「情報処理の促進に関する法律」に改題される（第1次改正）。
- 1986年（昭和61年）5月10日 - 「情報処理の促進に関する法律の一部を改正する法律」が公布され、即日施行される（第2次改正）。
- 2002年（平成14年）12月11日 - 「情報処理の促進に関する法律の一部を改正する法律」が公布され、大部分は2004年（平成16年）1月5日から施行された（第3次改正）。
  - この改正により、情報処理振興事業協会が解散し、独立行政法人情報処理推進機構に大部分が継承された。
- 2016年（平成28年）4月22日 - 「サイバーセキュリティ基本法及び情報処理の促進に関する法律の一部を改正する法律」が公布された（同年10月21日施行）。
  - この改正により、情報処理安全確保支援士（RISS）が法制化される[1]。

## 用語
「情報処理の促進に関する法律」における用語には、次のものがある。
- 情報処理
  - 電子計算機（計数型のものに限る。以下同じ。）を使用して、情報につき計算、検索その他これらに類する処理を行なうこと
- プログラム
  - 電子計算機に対する指令であつて、一の結果を得ることができるように組み合わされたもの
- 情報処理サービス業
  - 他人の需要に応じてする情報処理の事業
- ソフトウェア業
  - 他人の需要に応じてするプログラムの作成の事業

## 資格・試験
資格
- 情報処理安全確保支援士（同法第6条）
  - サイバーセキュリティ基本法及び情報処理の促進に関する法律の一部を改正する法律により、創設された国家資格。サイバーセキュリティ基本法に規定するサイバーセキュリティの確保のための取組に関し、サイバーセキュリティに関する相談に応じ、必要な情報の提供及び助言を行うとともに、必要に応じその取組の実施の状況についての調査、分析及び評価を行い、その結果に基づき指導及び助言を行うことその他事業者その他の電子計算機を利用する者のサイバーセキュリティの確保を支援することを業とする。情報処理安全確保支援士登録簿への登録を要件とし、名称独占資格である。

試験
- 情報処理安全確保支援士試験（同法第9条）
  - 情報処理安全確保支援士の有資格者を認定する試験。

- 情報処理技術者試験（同法第29条）
  - 経済産業大臣は情報処理に関する業務を行う者の技術の向上に資するため、情報処理に関して必要な知識及び技能について情報処理技術者試験を行う（同条第1項）。試験区分などの細目については情報処理技術者試験規則で定めるとしている（同条第9項）。

## 独立行政法人
- 独立行政法人情報処理推進機構（略称：IPA）